# محمد حربوش
محمد عيسى حربوش، لاعب كرة قدم سعودي، يلعب في نادي الشباب.